# Simorcus asiaticus
Simorcus asiaticus là một loài nhện trong họ Thomisidae.
Loài này thuộc chi Simorcus. Simorcus asiaticus được Hirotsugu Ono & Da-xiang Song miêu tả năm 1989.